# Undeletable
「undeletable」（アンデリータブル）は、Cyuaのシングル。作詞・矢吹香那、作曲・前口渉。2016年10月26日にワーナー・ブラザース・ホームエンターテイメントから発売された。

## 概要
テレビアニメ『Lostorage incited WIXOSS』のエンディングテーマ。アニメの前シリーズ『selector』に続いてのエンディング歌唱となるが、前シリーズのエンディングが「realize -夢の待つ場所-」「Undo -明日への記憶-」の2曲ともブルーレイ/DVDの同梱特典CD収録だったのに対して本曲は最初からシングルが発売された。シングル発売はCyua from BETTA FLASH名義の「光の空のクオリア」以来7年ぶり、Cyua単独名義では初となる。
初回盤はTCG『WIXOSS』用プロモーションカード《インベスト・チャージング》（イラスト・アカバネ）が同梱されている。

## 収録曲
| #         | タイトル                      | 作詞      | 作曲・編曲 | 時間  |
| --------- | ----------------------------- | --------- | ---------- | ----- |
| 1.        | 「undeletable」               | 矢吹香那  | 前口渉     | 4:02  |
| 2.        | 「undeletable -Nhato remix-」 |           |            | 3:40  |
| 3.        | 「undeletable -emon remix-」  |           |            | 4:21  |
| 4.        | 「undeletable」(TV-size)      |           |            | 1:36  |
| 5.        | 「undeletable」(Instrumental) |           |            | 3:42  |
| 合計時間: | 合計時間:                     | 合計時間: | 合計時間:  | 17:21 |